# Spodnje Preloge
Spodnje Preloge – wieś w Słowenii, w gminie Slovenske Konjice. W 2018 roku liczyła 354 mieszkańców.